# 龔之彥
龔之彥（？—？），湖廣岳州府澧州人，民籍，明朝政治人物。

## 生平
萬曆四十年（1612年）壬子科舉人，天啟年間任四川鄰水縣知縣。時任四川巡撫朱燮元稱讚他『運刀立解，髖髀調瑟，一清囂競，絕無粉飾，綽有擔當』。

## 家族
曾祖龔宇，祖父龔天申；父龔敘，母高氏；繼母陳氏；庶母龐氏；弟龔之伊（萬曆三十八年庚戌科進士）。